# 襟川クロ
襟川 クロ（えりかわ くろ、1950年8月19日 - ）は、栃木県足利市出身の映画パーソナリティ。元女優。現在、午前十時の映画祭作品選定委員を担当している。えりかわ恵子（襟川恵子）と名乗っていた時期もある。

## 来歴・人物
父は商事会社の会長を務めていた。3人兄弟の長女。兄はコーエーテクモホールディングス代表取締役社長の襟川陽一。小学2年生の時に『よい歯のコンクール』で学校代表になり、健康優良児の栃木県代表にも選ばれたことがあった。
栃木県立足利女子高等学校を経て、青山学院大学文学部教育学科を卒業。学生時代、1年間アメリカに留学。帰国後はスチュワーデスになるつもりだったが、そのコネも無かった上に受験も出来なかった。そんな中、TBSラジオでのオーディションの話を聞いて受け、合格してデビューする。初担当番組は『ヒット・ヒット・パレード』。以降、1970年代後半から、洋楽関連、映画関連のラジオ番組などに出演。以前には犬を飼っており、「ルパン三世」の次元大介が好きで、その名前より「次元」と付けていたこともある。
海外作品や国内作品の新作映画の、日本での記者会見や試写会などでの司会進行などもしている。

## 出演

### テレビ
- 風神の門（1980年、NHK総合） - あざみ 役
- 三男三女婿一匹III（TBS、1979年）- 黒川弥生 役
- 野々村病院物語（TBS、1981年） - 白川小百合 役
- スチュワーデス物語（1983年、TBS・大映テレビ）
- ミッドナイトショー（テレビ朝日）
- モーニングサラダ（日本テレビ放送網）
- トゥナイト（テレビ朝日）
- やじうまワイド（テレビ朝日）
- 一枚の写真（フジテレビ）
- 月曜ドラマランド（フジテレビ）

### ラジオ番組
- ヒット・ヒット・パレード（TBSラジオ）[1]
- 襟川クロのシネマアップ（TBSラジオ）[1]
- NEC サウンドコネクション・ロッカダムIII（エフエム東京）
- Toshiba Sunday Music（エフエム東京）[1]
- サタディ電話リクエスト（FM横浜）[1]
- CINEMA UP（FM FUJI、日曜24:00 - 24:30）
- Yes! Morning「Yes!CINEMA」コーナー出演（FM FUJI 火曜9:05頃 - ）
- メキキの聞き耳（TBSラジオなど、月1回程度）
- よんぱち（TOKYO FM、月1回程度）
- HIPPOPOTAMUS　STREET（KBS京都　日曜18:30-　ラジオ・テレビ同時生放送、番組終了）　KBS京都ではKURO名義で出演
- クロのFANFUNリクエスト（KBS京都、終了）
- 劇場に灯りがともるとき（FMえどがわ、日曜 14:30-15:00）
- クロのフィルムの向こう側（ラジオ大阪、木曜22:45－23:00『全力！らじお女子☆ミ』内コーナー、STVラジオ、火曜5:05-5:20『片方だけのイヤリング」内コーナー他、全国３局ネット）

## 司会進行
- 時をかける少女 - 新宿ピカデリーで行われた司会進行を担当。
- 四月の雪 - 日本での記者会見司会を担当。